# Drooglegging (alcoholverbod)

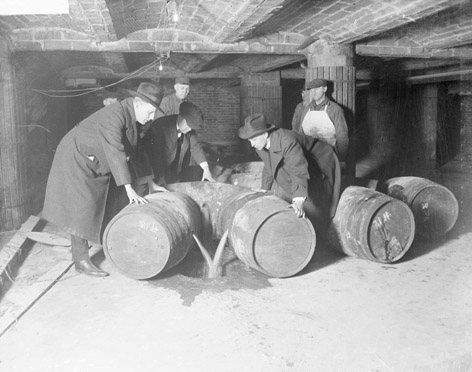
Droogleggingsagenten legen vaten met alcohol

Met drooglegging (Engels: Prohibition) bedoelt men meestal de poging van de Verenigde Staten in de jaren 20 van de 20e eeuw (1920 tot 1933) om de productie en verkoop van alcohol geheel te verbieden en daarmee het alcoholgebruik en alcoholisme uit de Verenigde Staten te bannen. Het drinken van alcoholische drank op zichzelf was niet verboden.
Met "drooglegging" kan ook verwezen worden naar acties in andere landen die op bepaalde momenten alcoholgebruik gedeeltelijk of geheel verboden, of dit nu nog steeds doen.

## Motivering
Droogleggingen worden vaak ingevoerd om de volgende redenen:
- Vanuit een religieus motief (islam of christelijke geheelonthoudingsbewegingen);
- Verbetering van de volksgezondheid en vermindering van de maatschappelijke kosten van alcoholgebruik, waaronder:
  - Bestrijding van alcoholisme;
  - Voorkomen van directe negatieve effecten van alcoholgebruik, zoals dronkenschap en alcoholvergiftiging;
  - Voorkomen van indirecte negatieve gevolgen van alcoholgebruik, zoals ongevallen onder invloed, onderkoelings- en bevriezingsincidenten, geweld, verkeersongevallen, roekeloosheid onder invloed etc.
- Het voorkomen van gewelddadige incidenten bij gespannen situaties kan soms een reden zijn voor een tijdelijk algeheel verbod op alcoholische drank (voetbalwedstrijden, verkiezingen).

## Onbedoelde neveneffecten
Droogleggingen kennen echter ook een aantal neveneffecten, die vaak niet of onvoldoende worden voorzien. De staat zelf zal weliswaar op termijn een verlaging van de zorgkosten zien, maar loopt aan de andere kant ook accijnzen mis. Daarbij kan een drooglegging ook leiden tot het ontstaan van een zwarte markt en groei van de georganiseerde criminaliteit, wat uiteindelijk schade aan de economie toe kan brengen. De bevolking of een deel daarvan zal het verbod in veel gevallen niet waarderen en massaal overgaan op illegale consumptie of consumptie in het buitenland. Wanneer dit zelfgemaakte sterkedrank (moonshine) betreft, bestaat er een risico dat men door giftige bestanddelen of bijproducten (methanol) vergiftigd wordt.

## De Drooglegging in de Verenigde Staten
De veranderde economische omstandigheden in de 19e eeuw leidden, niet alleen in de Verenigde Staten maar ook in Europa, tot armoede en tot alcoholgerelateerde problemen. Als reactie daarop ontstonden veel organisaties die pleitten voor geheelonthouding. Hoewel deze organisaties in verschillende staten enige successen bereikten (zo werd in Maine al in 1851 een volledig verbod op de productie en verkoop van alcohol ingevoerd) leek het streven gedurende de Amerikaanse Burgeroorlog (1861-1865) een langzame dood te sterven.
In 1869 werd echter de Prohibition Party opgericht en in 1874 de Woman's Christian Temperance Union. Beide organisaties, die nog steeds bestaan, streefden en streven naar een totaalverbod op alcohol. De eerste successen werden behaald in de zuidelijke staten. De voorstanders van het  verbod hadden uiterst diverse religieuze achtergronden. De tegenstanders kwamen vooral uit de rooms-katholieke en de Duits-lutherse hoek. Zij waren van mening dat moraal niet door de staat opgelegd moest en kon worden. 
Voor- en tegenstanders waren zowel in de Democratische Partij als bij de Republikeinen te vinden. Tijdens de presidentsverkiezingen in 1916 kwam het verbod op alcohol dan ook nauwelijks aan de orde. Begin 1917 trad een nieuw Congres aan met ca. 55% voorstanders en 45% tegenstanders van een alcoholverbod. Toen de Verenigde Staten in april van dat jaar betrokken raakten bij de Eerste Wereldoorlog, waarin Duitsland een van de tegenstanders was, werden de argumenten uit de hoek van de tegenstanders (waarvan er veel van Duitse afkomst waren) meer en meer van tafel geveegd.
Eind 1917 werd het voorstel tot het 18e amendement op de grondwet, dat voorzag in een totaalverbod op productie, verkoop en transport van consumptieve alcohol, door het Huis van Afgevaardigden en de Senaat aangenomen en begon de ratificatie door de verschillende staten. Op 16 januari 1919 werd het voorstel aangenomen met de ratificatie door Utah, als 36e van de op dat moment 48 staten. Een jaar later, op 17 januari 1920, trad het amendement in werking: alcohol was verboden. Uiteindelijk zouden alle staten, behalve Connecticut en Rhode Island, het voorstel aannemen. New Jersey was op 9 maart 1922 de laatste staat die het amendement ratificeerde.
Met de inwerkingtreding van het amendement verhuisde de handel in drank naar het illegale circuit. Stiekem werd er massaal gedronken. In Canada en Mexico beleefden cafés bij de grens topjaren. Illegale cafés (speakeasy) ontstonden in achterkamertjes, waar illegaal gestookte drank werd geschonken. Veel criminelen hebben goed geld verdiend aan die handel, de bekendste onder hen is Al Capone. Zij stalen onder meer industriële alcohol (voor de productie van bijvoorbeeld verf) en maakten er weer min of meer drinkbare alcohol van. De Amerikaanse regering dwong daarom in 1926 de fabrikanten van de industriële alcohol middelen toe te voegen die de alcohol ondrinkbaar maakten, waaronder kerosine, benzeen, cadmium, formaldehyde, aceton en methanol. Volgens schattingen kwamen door deze vergiftiging van alcohol minstens 10.000 mensen om het leven.
Franklin Delano Roosevelt zag in dat de drooglegging niet het gewenste effect had en stond alcoholgebruik door volwassenen weer toe. Eerst werd in maart 1933 een wet goedgekeurd, die de grens voor de toegestane hoeveelheid alcohol optrok van 0,5% naar 3,2%. Aan de harde drooglegging kwam een einde toen deze beer law van kracht werd op 7 april 1933. Op 5 december 1933 werd het 21e amendement geratificeerd en was de drooglegging formeel geheel ten einde. Dat wil overigens niet zeggen dat het sindsdien overal in de Verenigde Staten toegestaan is alcohol te verkopen en/of te consumeren. De wetgeving kan per county (of zelfs per kleinere jurisdictie) verschillen. Op plaatsen waar alcohol "toegestaan" is, gelden meestal wel aanvullende regels (bijvoorbeeld voor wat betreft leeftijd). 
Een voorbeeld van plaatselijke wetgeving is het door Nederlanders gestichte South Holland in Illinois; sinds het ontstaan is om religieuze redenen een alcoholverbod van kracht. Pas in 2023 komt er een kleine versoepeling voor één restaurant.

Alcoholregulering in de Verenigde Staten (toestand in 2012)

## Droogleggingen in andere landen

### Islamitische landen
De bekendste hedendaagse alcoholverboden zijn die in islamitische landen. De Koran en de Hadith spreken uiterst negatief over het gebruik van alcohol. In Saoedi-Arabië is verkoop, productie en consumptie van alcoholische drank in het geheel verboden, op straffe van een boete, gevangenisstraf en/of lijfstraffen. Iran kent eveneens een volledig alcoholverbod, maar staat niet-moslims toe alcohol te produceren en binnenshuis te gebruiken. Een aantal andere islamitische landen hanteert in veel gevallen gedeeltelijke verboden waarbij bijvoorbeeld buitenlanders, niet-moslims of binnenshuis gebruik wordt vrijgesteld of getolereerd. Ook bewegingen als Hamas en de taliban verbieden alcoholgebruik, -handel en -productie. Soms bestaat een systeem waarin men slechts met een vergunning op bepaalde punten een beperkte hoeveelheid alcoholische drank mag kopen. Uiteraard worden dergelijke vergunningen niet aan moslims verstrekt en/of worden er maar zeer weinig vergunningen afgegeven.

### Rusland
Het Russische Rijk verbood in 1914 verkoop van sterke drank buiten restaurants. Dit verbod werd tijdens de eerste jaren van de Sovjet-Unie gehandhaafd tot 1925. Daarna waren er in 1958, 1972 en 1985 grote anti-alcoholcampagnes. In de periode 1985-1987 probeerde Michail Gorbatsjov opnieuw een gedeeltelijk alcoholverbod in te voeren dat weliswaar de volksgezondheid verbeterde, maar ook leidde tot een bloeiende zwarte markt. Bovendien werd dit hem later kwalijk genomen en droeg het bij aan zijn impopulariteit.

### Noordse staten
De Noordse staten hebben allemaal gedeeltelijke of gehele alcoholverboden ingevoerd onder invloed van sterke matigingsbewegingen en bezorgdheid over het hoge alcoholgebruik. IJsland, Noorwegen, Finland en de Faeröer hebben zelfs een tijd een algeheel alcoholverbod gekend. Ook na de opheffing ervan trachtte men door staatsmonopolies en hoge accijnzen het gebruik te ontmoedigen. Met de toetreding tot de Europese Unie en het instellen van de Europese Economische Ruimte is de greep van de staat hierop verslapt. Bovendien worden de mogelijkheden steeds ruimer om drank in buurlanden te kopen of te drinken. Wel probeert Finland consumptie van sterkedrank te ontmoedigen ten gunste van wijn.